# Футбол на літніх Олімпійських іграх 2020 — чоловіки (склади)
Чоловічий турнір з футболу на літніх Олімпійських іграх 2020 року в Токіо, Японія, тривав з 22 липня до 7 серпня 2021 року. Шістнадцять національних збірних, що брали участь, повинні були подати склади з 18 гравців - з них двоє воротарі - до 30 червня 2021 року, за 23 дні до першого матчу турніру.
Крім того, збірні можуть заявити щонайбільше чотирьох резервних гравців, що мають номери від 19 до 22. Резервний список може містити щонайбільше трьох польових гравців, тому що принаймні одне місце зарезервовано для воротаря. У випадку, якщо гравець із представленого складу команди зазнав травми або захворів, його може замінити один із гравців резервного складу. Тільки гравці з цих команд мають право на участь у турнірі.
Вік, вказаний для кожного гравця, подано станом на 21 липня 2021 року, перший день турніру. Кількість матчів та голів для кожного гравця не враховує жодних матчів, зіграних після початку турніру. Наведений клуб - це останній клуб, за який гравець грав в офіційному матчі перед початком турніру. Національність кожного клубу показує національну асоціацію (а не лігу), до якої клуб належить. Прапор подано для тренерів, які є громадянами іншої країни, ніж збірна.

## Група A

### Франція
Початковий остаточний склад збірної Франції оголошено 25 червня 2021 року. Однак, після того як кілька клубів відмовились відпускати своїх гравців 2 липня 2021 оголошено новий склад, а також двох резервних футболістів на випадок травми гравців основного складу. До початку турніру травмованого Жеремі Желена у заявці змінив Нільс Нкунку.
Головний тренер: Сільвен Ріполь
| №  | Поз. | Гравець            | Дата народження (вік)           | Ігри | Голи | Клуб            |
| -- | ---- | ------------------ | ------------------------------- | ---- | ---- | --------------- |
| 1  | ВР   | Поль Бернардоні    | 18 квітня 1997 (вік 24 роки)    |      |      | Анже            |
| 16 | ВР   | Стефан Баїч        | 23 грудня 2001 (вік 19 років)   |      |      | Сент-Етьєн      |
| 22 | ВР   | Дімітрі Берто      | 6 червня 1998 (вік 23 роки)     |      |      | Монпельє        |
|    |      |                    |                                 |      |      |                 |
| 2  | ЗХ   | П'єр Калулу        | 5 червня 2000 (вік 21 рік)      |      |      | Мілан           |
| 3  | ЗХ   | Мелвін Бар         | 6 листопада 2000 (вік 20 років) |      |      | Ліон            |
| 4  | ЗХ   | Тімоте Пембеле     | 9 вересня 2002 (вік 18 років)   |      |      | Парі Сен-Жермен |
| 5  | ЗХ   | Нільс Нкунку       | 1 листопада 2000 (вік 20 років) |      |      | Евертон         |
| 13 | ЗХ   | Клеман Мішлен      | 11 травня 1997 (вік 24 роки)    |      |      | Ланс            |
| 15 | ЗХ   | Модібо Саньян      | 14 квітня 1999 (вік 22 роки)    |      |      | Реал Сосьєдад   |
| 17 | ЗХ   | Антоні Касі        | 1 липня 1997 (вік 24 роки)      |      |      | Страсбур        |
| 19 | ЗХ   | Ісмаель Дукуре     | 24 липня 2003 (вік 17 років)    |      |      | Валансьєн       |
|    |      |                    |                                 |      |      |                 |
| 6  | ПЗ   | Люка Тусар         | 29 квітня 1997 (вік 24 роки)    |      |      | Герта           |
| 8  | ПЗ   | Енцо Ле Фе         | 3 лютого 2000 (вік 21 рік)      |      |      | Лор'ян          |
| 11 | ПЗ   | Тежі Саваньє*      | 22 грудня 1991 (вік 29 років)   |      |      | Монпельє        |
| 12 | ПЗ   | Алексіс Бека Бека  | 29 березня 2001 (вік 20 років)  |      |      | Кан             |
|    |      |                    |                                 |      |      |                 |
| 7  | НП   | Арно Норден        | 17 червня 1998 (вік 23 роки)    |      |      | Сент-Етьєн      |
| 9  | НП   | Натанаель Мбуку    | 16 березня 2002 (вік 19 років)  |      |      | Реймс           |
| 10 | НП   | Андре-П'єр Жиньяк* | 5 грудня 1985 (вік 35 років)    |      |      | УАНЛ            |
| 14 | НП   | Флоріан Товен*     | 26 січня 1993 (вік 28 років)    |      |      | УАНЛ            |
| 18 | НП   | Рандаль Коло Муані | 5 грудня 1998 (вік 22 роки)     |      |      | Нант            |
| 20 | НП   | Ісаак Ліхаджі      | 4 квітня 2002 (вік 19 років)    |      |      | Лілль           |

* Вік гравця перевищує ліміт.

### Японія
Остаточний склад збірної Японії оголошено 22 червня 2021 року.
Головний тренер: Моріясу Хадзіме
| №  | Поз. | Гравець               | Дата народження (вік)            | Ігри | Голи | Клуб                |
| -- | ---- | --------------------- | -------------------------------- | ---- | ---- | ------------------- |
| 1  | ВР   | Осако Кейсуке         | 28 липня 1999 (вік 21 рік)       |      |      | Санфречче Хіросіма  |
| 2  | ЗХ   | Сакаї Хірокі*         | 12 квітня 1990 (вік 31 рік)      |      |      | Урава Ред Даймондс  |
| 3  | ЗХ   | Накаяма Юта           | 16 лютого 1997 (вік 24 роки)     |      |      | Зволле              |
| 4  | ЗХ   | Ітакура Ко            | 27 січня 1997 (вік 24 роки)      |      |      | Гронінген           |
| 5  | ЗХ   | Йосіда Мая* (капітан) | 24 серпня 1988 (вік 32 роки)     |      |      | Сампдорія           |
| 6  | ПЗ   | Ендо Ватару*          | 9 лютого 1993 (вік 28 років)     |      |      | Штутгарт            |
| 7  | ПЗ   | Кубо Такефуса         | 4 червня 2001 (вік 20 років)     |      |      | Реал Мадрид         |
| 8  | ПЗ   | Мійосі Кодзі          | 26 березня 1997 (вік 24 роки)    |      |      | Антверпен           |
| 9  | НП   | Маеда Даідзен         | 20 жовтня 1997 (вік 23 роки)     |      |      | Йокогама Ф. Марінос |
| 10 | ПЗ   | Доан Ріцу             | 16 червня 1998 (вік 23 роки)     |      |      | ПСВ                 |
| 11 | ПЗ   | Мітома Каору Мітома   | 20 травня 1997 (вік 24 роки)     |      |      | Кавасакі Фронтале   |
| 12 | ВР   | Тані Косей            | 22 листопада 2000 (вік 20 років) |      |      | Сьонан Бельмаре     |
| 13 | ЗХ   | Хатате Рео            | 21 листопада 1997 (вік 23 роки)  |      |      | Кавасакі Фронтале   |
| 14 | ЗХ   | Томіясу Такехіро      | 5 листопада 1998 (вік 22 роки)   |      |      | Болонья             |
| 15 | ЗХ   | Хасіока Даікі         | 17 травня 1999 (вік 22 роки)     |      |      | Сінт-Трейден        |
| 16 | ПЗ   | Сома Юкі              | 25 лютого 1997 (вік 24 роки)     |      |      | Наґоя Ґрампус       |
| 17 | ПЗ   | Танака Ао             | 10 вересня 1998 (вік 22 роки)    |      |      | Фортуна             |
| 18 | НП   | Уеда Аясе             | 28 серпня 1998 (вік 22 роки)     |      |      | Касіма Антлерс      |
| 19 | НП   | Хаясі Дайті           | 23 травня 1997 (вік 24 роки)     |      |      | Саґан Тосу          |
| 20 | ЗХ   | Матіда Кокі           | 25 серпня 1997 (вік 23 роки)     |      |      | Касіма Антлерс      |
| 21 | ЗХ   | Секо Аюму             | 7 червня 2000 (вік 20 років)     |      |      | Сересо Осака        |
| 22 | ВР   | Судзукі Дзіон         | 21 серпня 2002 (вік 18 років)    |      |      | Урава Ред Даймондс  |

* Вік гравця перевищує ліміт

### Мексика
Попередній склад збірної Мексики з 22 гравців оголошено 15 червня 2021 року. 4 липня травмованого Хосе Хуана Масіаса у заявці замінив Адріан Мора.
Головний тренер: Хайме Лосано
| №  | Поз. | Гравець               | Дата народження (вік)            | Ігри | Голи | Клуб          |
| -- | ---- | --------------------- | -------------------------------- | ---- | ---- | ------------- |
| 1  | ВР   | Луїс Малагон          | 2 березня 1997 (вік 24 роки)     |      |      | Некакса       |
| 13 | ВР   | Гільєрмо Очоа*        | 13 липня 1985 (вік 35 років)     |      |      | Америка       |
| 22 | ВР   | Себастьян Хурадо      | 28 вересня 1997 (вік 23 роки)    |      |      | Крус Асуль    |
|    |      |                       |                                  |      |      |               |
| 2  | ЗХ   | Хорхе Санчес          | 10 грудня 1997 (вік 23 роки)     |      |      | Америка       |
| 3  | ЗХ   | Сесар Монтес          | 24 лютого 1997 (вік 24 роки)     |      |      | Монтеррей     |
| 4  | ЗХ   | Хесус Альберто Ангуло | 30 січня 1998 (вік 23 роки)      |      |      | Атлас         |
| 5  | ЗХ   | Хоан Васкес           | 22 жовтня 1998 (вік 21 рік)      |      |      | УНАМ          |
| 6  | ЗХ   | Владімір Лоронья      | 16 листопада 1998 (вік 22 роки)  |      |      | Тіхуана       |
| 12 | ЗХ   | Адріан Мора           | 15 серпня 1997 (вік 23 роки)     |      |      | Хуарес        |
| 14 | ЗХ   | Ерік Агірре           | 23 лютого 1997 (вік 24 роки)     |      |      | Пачука        |
|    |      |                       |                                  |      |      |               |
| 7  | ПЗ   | Луїс Ромо*            | 5 червня 1995 (вік 26 років)     |      |      | Крус Асуль    |
| 8  | ПЗ   | Карлос Родрігес       | 3 січня 1997 (вік 24 роки)       |      |      | Монтеррей     |
| 16 | ПЗ   | Хосе Хоакін Есківель  | 7 січня 1998 (вік 23 роки)       |      |      | Хуарес        |
| 17 | ПЗ   | Себастьян Кордова     | 12 червня 1997 (вік 24 роки)     |      |      | Америка       |
| 20 | ПЗ   | Фернандо Бельтран     | 8 травня 1998 (вік 23 роки)      |      |      | Гвадалахара   |
|    |      |                       |                                  |      |      |               |
| 9  | НП   | Енрі Мартін*          | 18 листопада 1992 (вік 28 років) |      |      | Америка       |
| 10 | НП   | Дієго Лайнес Лейва    | 9 червня 2000 (вік 21 рік)       |      |      | Реал Бетіс    |
| 11 | НП   | Алексіс Вега          | 25 листопада 1997 (вік 23 роки)  |      |      | Гвадалахара   |
| 15 | НП   | Уріель Антуна         | 21 серпня 1997 (вік 23 роки)     |      |      | Гвадалахара   |
| 18 | НП   | Едуардо Агірре        | 3 серпня 1998 (вік 22 роки)      |      |      | Сантос Лагуна |
| 19 | НП   | Рікардо Ангуло        | 20 лютого 1997 (вік 24 роки)     |      |      | Гвадалахара   |
| 21 | НП   | Роберто Альварадо     | 7 вересня 1998 (вік 22 роки)     |      |      | Крус Асуль    |

* Вік гравця перевищує ліміт.

### Південна Африка
Заявку збірної Південної Африки було подано 3 липня 2021 року.
Головний тренер: Давід Нотоане
| №  | Поз. | Гравець                  | Дата народження (вік)          | Ігри | Голи | Клуб                   |
| -- | ---- | ------------------------ | ------------------------------ | ---- | ---- | ---------------------- |
| 1  | ВР   | Ронвен Вільямс*          | 21 січня 1992 (вік 29 років)   |      |      | Суперспорт Юнайтед     |
| 2  | ЗХ   | Джеймс Моньяне           | 30 квітня 2000 (вік 21 рік)    |      |      | Орландо Пайретс        |
| 3  | ЗХ   | Катлего Могамме          | 10 березня 1998 (вік 23 роки)  |      |      | Юніверситі оф Преторія |
| 4  | ПЗ   | Тебого Мокоена           | 24 січня 1997 (вік 24 роки)    |      |      | Суперспорт Юнайтед     |
| 5  | ЗХ   | Люк Флерс                | 3 березня 2000 (вік 21 рік)    |      |      | Суперспорт Юнайтед     |
| 6  | ПЗ   | Камогело Малаці          | 23 серпня 1998 (вік 22 роки)   |      |      | Морока Своллоуз        |
| 7  | ПЗ   | Нкосінгіфіл Нгкобо       | 16 листопада 1999 (вік 21 рік) |      |      | Кайзер Чифс            |
| 8  | ПЗ   | Табо Селе                | 15 січня 1997 (вік 24 роки)    |      |      | Кова-да-П'єдаді        |
| 9  | НП   | Евіденс Макгопа          | 5 червня 2000 (вік 21 рік)     |      |      | Барока                 |
| 10 | НП   | Лютер Сінгх              | 5 серпня 1997 (вік 23 роки)    |      |      | Пасуш-де-Феррейра      |
| 11 | НП   | Макбет Малангу           | 11 жовтня 2001 (вік 19 років)  |      |      | ТС Галаксі             |
| 12 | ПЗ   | Гудмен Моселе            | 18 листопада 1999 (вік 21 рік) |      |      | Барока                 |
| 13 | ПЗ   | Рів Фрослер              | 11 січня 1998 (вік 23 роки)    |      |      | Кайзер Чифс            |
| 14 | ЗХ   | Сібусісо Мабілісо        | 14 квітня 1999 (вік 22 роки)   |      |      | АмаЗулу (Дурбан)       |
| 15 | ЗХ   | Терсіус Малепе (капітан) | 18 лютого 1997 (вік 24 роки)   |      |      | Минай                  |
| 16 | ВР   | Мондлі Мпото             | 24 липня 1998 (вік 22 роки)    |      |      | Блумфонтейн Селтік     |
| 17 | ЗХ   | Тендо Мукумела           | 30 січня 1998 (вік 23 роки)    |      |      | Кейптаун Сперс         |
| 18 | НП   | Кобамело Кодісанг        | 28 серпня 1999 (вік 21 рік)    |      |      | Брага                  |
| 22 | ВР   | Сіфісо Млунгвана         | 27 квітня 1997 (вік 24 роки)   |      |      | Голден Ерроуз          |

*Вік гравця перевищує ліміт.

## Група B

### Гондурас
Заявку збірної Гондурасу було оголошено 2 липня 2021.
Головний тренер:  Мігель Фалеро
| №  | Поз. | Гравець                     | Дата народження (вік)            | Ігри | Голи | Клуб               |
| -- | ---- | --------------------------- | -------------------------------- | ---- | ---- | ------------------ |
| 1  | ВР   | Алекс Гуїті                 | 20 вересня 1997 (вік 23 роки)    |      |      | Олімпія            |
| 2  | ЗХ   | Деніль Мальдонадо (капітан) | 26 травня 1998 (вік 23 роки)     |      |      | Евертон            |
| 3  | ЗХ   | Веслі Декас                 | 11 серпня 1999 (вік 21 рік)      |      |      | Мотагуа            |
| 4  | ЗХ   | Карлос Мелендес             | 8 грудня 1997 (вік 23 роки)      |      |      | Віда               |
| 5  | ЗХ   | Крістофер Мелендес          | 25 листопада 1997 (вік 23 роки)  |      |      | Мотагуа            |
| 6  | ПЗ   | Джонатан Нуньєс             | 26 листопада 2001 (вік 19 років) |      |      | Мотагуа            |
| 7  | ПЗ   | Хосе Алехандро Реєс         | 5 листопада 1997 (вік 23 роки)   |      |      | Реал Еспанья       |
| 8  | ПЗ   | Едвін Родрігес              | 25 вересня 1999 (вік 21 рік)     |      |      | Олімпія            |
| 9  | НП   | Хорхе Бенгуче*              | 21 травня 1996 (вік 25 років)    |      |      | Боавішта           |
| 10 | НП   | Рігоберто Рівас             | 31 липня 1998 (вік 22 роки)      |      |      | Реджина            |
| 11 | ПЗ   | Самуель Ельвір              | 25 квітня 2001 (вік 20 років)    |      |      | Лобос УПНФМ        |
| 12 | ВР   | Майкл Перельйо              | 11 липня 1998 (вік 23 роки)      |      |      | Реал Еспанья       |
| 13 | НП   | Браян Моя*                  | 19 жовтня 1992 (вік 28 років)    |      |      | Примейру де Агошту |
| 14 | НП   | Хосе Пінто                  | 27 вересня 1997 (вік 23 роки)    |      |      | Олімпія            |
| 15 | ПЗ   | Карлос Пінеда               | 23 вересня 1997 (вік 23 роки)    |      |      | Олімпія            |
| 16 | ЗХ   | Хосе Гарсія                 | 21 вересня 1998 (вік 22 роки)    |      |      | Олімпія            |
| 17 | НП   | Луїс Пальма                 | 17 січня 2000 (вік 21 рік)       |      |      | Віда               |
| 18 | НП   | Хуан Обрегон мол.           | 29 жовтня 1997 (вік 23 роки)     |      |      | Гартфорд Атлетік   |
| 19 | НП   | Дуглас Мартінес             | 5 червня 1997 (вік 24 роки)      |      |      | Реал Солт-Лейк     |
| 20 | ПЗ   | Хорхе Альварес              | 28 січня 1998 (вік 23 роки)      |      |      | Олімпія            |
| 21 | ЗХ   | Ельвін Оліва                | 24 жовтня 1997 (вік 23 роки)     |      |      | Олімпія            |
| 22 | ВР   | Браян Рамос                 | 8 серпня 2001 (вік 19 років)     |      |      | Реал Еспанья       |

*Вік гравця перевищує ліміт.

### Нова Зеландія
Склад збірної Нової Зеландії з 18 гравців оголошено 25 червня 2021 року. Названо гравців резервної команди, а також те, що Тім Пейн замінив Вінстона Ріда, який не отримав дозволу на подорож. 2 липня 2021 року підтверджено, що Рід може з'явитись у складі.
Головний тренер: Денні Гей
| №  | Поз. | Гравець          | Дата народження (вік)            | Ігри | Голи | Клуб                  |
| -- | ---- | ---------------- | -------------------------------- | ---- | ---- | --------------------- |
| 1  | ВР   | Майкл Вауд       | 16 січня 1999 (вік 22 роки)      | 2    | 0    | Алмере Сіті           |
| 13 | ВР   | Джеймі Серл      | 25 листопада 2000 (вік 20 років) | 1    | 0    | Свонсі Сіті           |
| 22 | ВР   | Алекс Полсен     | 4 липня 2002 (вік 19 років)      | 1    | 0    | Веллінгтон Фенікс     |
|    |      |                  |                                  |      |      |                       |
| 2  | ЗХ   | Вінстон Рід*     | 3 липня 1988 (вік 33 роки)       | 2    | 0    | Вест Гем Юнайтед      |
| 3  | ЗХ   | Ліберато Какаче  | 27 вересня 2000 (вік 20 років)   | 6    | 0    | Сінт-Трейден          |
| 4  | ЗХ   | Нандо Пейнакер   | 25 лютого 1999 (вік 22 роки)     | 2    | 0    | Ріу Аве               |
| 5  | ЗХ   | Майкл Боксолл*   | 18 серпня 1988 (вік 32 роки)     | 12   | 1    | Міннесота Юнайтед     |
| 14 | ЗХ   | Джордж Стенґер   | 15 серпня 2000 (вік 20 років)    | 3    | 0    | Гамільтон Академікал  |
| 15 | ЗХ   | Дейн Інгем       | 8 червня 1999 (вік 22 роки)      | 2    | 0    | Ньюкасл Джетс         |
| 17 | ЗХ   | Каллан Елліот    | 7 липня 1999 (вік 22 роки)       | 5    | 1    | Ксанті                |
|    |      |                  |                                  |      |      |                       |
| 6  | ПЗ   | Клейтон Льюїс    | 12 лютого 1997 (вік 24 роки)     | 12   | 4    | Веллінгтон Фенікс     |
| 8  | ПЗ   | Джо Белл         | 27 квітня 1999 (вік 22 роки)     | 2    | 0    | Вікінг                |
| 10 | ПЗ   | Марко Стаменич   | 19 лютого 2002 (вік 19 років)    | 1    | 0    | Копенгаген            |
| 16 | ПЗ   | Джанні Стенснесс | 7 лютого 1999 (вік 22 роки)      | 9    | 0    | Сентрал-Кост Марінерс |
| 20 | ЗХ   | Сем Саттон       | 10 грудня 2001 (вік 19 років)    | 2    | 0    | Веллінгтон Фенікс     |
| 21 | ПЗ   | Бен Олд          | 13 серпня 2002 (вік 18 років)    | 0    | 0    | Веллінгтон Фенікс     |
|    |      |                  |                                  |      |      |                       |
| 7  | НП   | Елія Джаст       | 1 травня 2000 (вік 21 рік)       | 2    | 1    | Гельсінгер            |
| 9  | НП   | Кріс Вуд*        | 7 грудня 1991 (вік 29 років)     | 5    | 1    | Бернлі                |
| 11 | НП   | Джо Чампнесс     | 27 квітня 1997 (вік 24 роки)     | 2    | 0    | Ньюкасл Джетс         |
| 12 | НП   | Каллум Макковатт | 30 квітня 1999 (вік 22 роки)     | 2    | 0    | Гельсінгер            |
| 18 | НП   | Бен Вейн         | 11 червня 2001 (вік 20 років)    | 7    | 8    | Веллінгтон Фенікс     |
| 19 | НП   | Метью Ґарбетт    | 13 квітня 2002 (вік 19 років)    | 1    | 0    | Фалькенбергс ФФ       |

* Вік гравця перевищує ліміт.

### Румунія
Склад збірної Румунії з 20 гравців оголошено 29 червня 2021 року.
Головний тренер: Мірел Редой
| №  | Поз. | Гравець          | Дата народження (вік)       | Ігри | Голи | Клуб              |
| -- | ---- | ---------------- | --------------------------- | ---- | ---- | ----------------- |
| 1  | ВР   | Міхай Попа       | 12 жовтня 2000 (24 роки)    | 0    | 0    | Астра             |
| 12 | ВР   | Міхай Айоані     | 7 листопада 1999 (25 років) | 3    | 0    | Фарул             |
| 22 | ВР   | Штефан Тирновану | 9 травня 2000 (24 роки)     | 0    | 0    | Стяуа             |
|    |      |                  |                             |      |      |                   |
| 2  | ЗХ   | Раду Бобок       | 24 квітня 1999 (25 років)   | 2    | 0    | Фарул             |
| 3  | ЗХ   | Флорін Штефан*   | 9 травня 1996 (28 років)    | 2    | 0    | Сепсі ОСК         |
| 4  | ЗХ   | Алекс Пашчану    | 28 вересня 1998 (26 років)  | 2    | 0    | Понферрадіна      |
| 6  | ЗХ   | Вірджіл Гіце     | 4 червня 1998 (26 років)    | 3    | 0    | Фарул             |
| 14 | ЗХ   | Андрей Раціу     | 20 червня 1998 (26 років)   | 2    | 0    | Вільярреал        |
| 15 | ЗХ   | Андрей Кіндріш   | 12 січня 1999 (26 років)    | 1    | 0    | Ботошані          |
| 17 | ЗХ   | Рікардо Грігоре  | 7 квітня 1999 (25 років)    | 3    | 0    | Динамо Бухарест   |
|    |      |                  |                             |      |      |                   |
| 5  | ПЗ   | Тудор Белуце     | 27 березня 1999 (25 років)  | 2    | 0    | Брайтон           |
| 7  | ПЗ   | Йон Георге       | 10 серпня 1999 (25 років)   | 1    | 0    | Волунтарі         |
| 8  | ПЗ   | Маріус Марін     | 30 серпня 1998 (26 років)   | 3    | 0    | Піза              |
| 10 | ПЗ   | Андрей Чобану    | 18 січня 1998 (27 років)    | 3    | 0    | Фарул             |
| 13 | ПЗ   | Едуард Флореску  | 27 червня 1997 (27 років)   | 2    | 0    | Ботошані          |
| 16 | ПЗ   | Рональдо Дякону  | 20 червня 1997 (27 років)   | 1    | 0    | Газ Метан         |
| 18 | ПЗ   | Марко Дулка      | 11 травня 1999 (25 років)   | 3    | 0    | Кіндія Тирговіште |
| 20 | ПЗ   | Алекс Добре      | 30 серпня 1998 (26 років)   | 3    | 0    | Діжон             |
| 21 | ПЗ   | Антоніо Сефер    | 22 квітня 2000 (24 роки)    | 3    | 0    | Рапід (Бухарест)  |
|    |      |                  |                             |      |      |                   |
| 9  | НП   | Георге Ганя      | 26 травня 1999 (25 років)   | 3    | 0    | Фарул             |
| 11 | НП   | Валентін Георге  | 14 лютого 1997 (28 років)   | 3    | 0    | Астра             |
| 19 | НП   | Андрей Синтян    | 16 червня 1999 (25 років)   | 3    | 0    | Германнштадт      |

* Вік гравця перевищує ліміт.

### Південна Корея
Остаточний склад збірної Південної Кореї оголошено 2 липня 2021 року.
Головний тренер: Кім Хак Пом
| №  | Поз. | Гравець              | Дата народження (вік)           | Ігри | Голи | Клуб                   |
| -- | ---- | -------------------- | ------------------------------- | ---- | ---- | ---------------------- |
| 1  | ВР   | Сон Пом Кин          | 15 жовтня 1997 (вік 23 роки)    | 19   | 0    | Чонбук Хьонде Моторс   |
| 18 | ВР   | Ан Джун Су           | 28 січня 1998 (вік 23 роки)     | 5    | 0    | Пусан Ай Парк          |
| 22 | ВР   | Ан Чхан Гі           | 6 квітня 1998 (26 років)        | 4    | 0    | Сувон Самсунг Блювінгз |
|    |      |                      |                                 |      |      |                        |
| 2  | ЗХ   | Лі Ю Хьон            | 8 лютого 1997 (вік 24 роки)     | 15   | 0    | Чонбук Хьонде Моторс   |
| 3  | ЗХ   | Кім Дже У            | 6 лютого 1998 (вік 23 роки)     | 10   | 1    | Тегу                   |
| 4  | ЗХ   | Пак Чи Су*           | 13 червня 1994 (вік 27 років)   | 0    | 0    | Санджу Санму           |
| 5  | ЗХ   | Чон Тхе Ук           | 16 травня 1997 (вік 24 роки)    | 19   | 2    | Тегу                   |
| 12 | ЗХ   | Соль Йон У           | 5 грудня 1998 (вік 22 роки)     | 5    | 0    | Ульсан Хьонде          |
| 13 | ЗХ   | Кім Джин Я           | 30 червня 1998 (вік 23 роки)    | 26   | 11   | Сеул                   |
| 19 | ЗХ   | Кан Юн Сон           | 1 липня 1997 (27 років)         | 13   | 0    | Челжу Юнайтед          |
| 20 | ЗХ   | Лі Сан Мін (капітан) | 1 січня 1998 (27 років)         | 21   | 1    | Сеул І-Ленд            |
|    |      |                      |                                 |      |      |                        |
| 6  | ПЗ   | Чон Син Вон          | 27 лютого 1997 (вік 24 роки)    | 13   | 0    | Тегу                   |
| 7  | ПЗ   | Квон Чхан Хун*       | 30 червня 1994 (вік 27 років)   | 21   | 11   | Сувон Самсунг Блювінгз |
| 8  | ПЗ   | Лі Кан Ін            | 19 лютого 2001 (вік 20 років)   | 3    | 0    | Валенсія               |
| 10 | ПЗ   | Лі Дон Кьон          | 20 вересня 1997 (вік 23 роки)   | 14   | 10   | Ульсан Хьонде          |
| 14 | ПЗ   | Кім Дон Хьон         | 11 червня 1997 (вік 24 роки)    | 15   | 0    | Канвон                 |
| 15 | ПЗ   | Вон Ду Дже           | 18 листопада 1997 (вік 23 роки) | 13   | 0    | Ульсан Хьонде          |
| 21 | ПЗ   | Кім Джин Гю          | 24 лютого 1997 (28 років)       | 10   | 1    | Пусан Ай Парк          |
|    |      |                      |                                 |      |      |                        |
| 9  | НП   | Сон Мін Гю           | 12 вересня 1999 (вік 21 рік)    | 5    | 1    | Пхохан Стілерс         |
| 11 | НП   | Лі Дон Джун          | 1 лютого 1997 (вік 24 роки)     | 15   | 7    | Ульсан Хьонде          |
| 16 | НП   | Хван Ий Джо*         | 28 серпня 1992 (вік 28 років)   | 24   | 14   | Бордо                  |
| 17 | НП   | Ум Вон Сан           | 6 січня 1999 (вік 22 роки)      | 16   | 1    | Кванджу                |

* Вік гравця перевищує ліміт.

## Група C

### Аргентина
Остаточний склад збірної Аргентини оголошено 1 липня 2021 року.
Головний тренер: Фернандо Батіста
| №  | Поз. | Гравець             | Дата народження (вік)          | Ігри | Голи | Клуб               |
| -- | ---- | ------------------- | ------------------------------ | ---- | ---- | ------------------ |
| 1  | ВР   | Хереміас Ледесма*   | 13 лютого 1993 (вік 28 років)  | 4    | 0    | Кадіс              |
| 12 | ВР   | Лаутаро Моралес     | 16 грудня 1999 (вік 21 рік)    | 1    | 0    | Ланус              |
| 22 | ВР   | Хоакін Бласкес      | 28 січня 2001 (вік 20 років)   | 2    | 0    | Тальєрес           |
|    |      |                     |                                |      |      |                    |
| 2  | ЗХ   | Неуен Перес         | 24 червня 2000 (вік 21 рік)    | 11   | 2    | Гранада            |
| 3  | ЗХ   | Клаудіо Браво       | 13 березня 1997 (вік 24 роки)  | 10   | 0    | Портленд Тімберз   |
| 4  | ЗХ   | Ернан де ла Фуенте  | 7 січня 1997 (вік 24 роки)     | 9    | 0    | Велес Сарсфілд     |
| 6  | ЗХ   | Леонель Мосевич     | 4 лютого 1997 (вік 24 роки)    | 8    | 0    | Візела             |
| 13 | ЗХ   | Марсело Еррера      | 3 листопада 1998 (вік 22 роки) | 13   | 0    | Сан-Лоренсо        |
| 14 | ЗХ   | Факундо Медіна      | 28 травня 1999 (вік 22 роки)   | 14   | 0    | Ланс               |
| 19 | ЗХ   | Франсіско Ортега    | 7 листопада 1999 (вік 21 рік)  | 4    | 0    | Велес Сарсфілд     |
|    |      |                     |                                |      |      |                    |
| 5  | ПЗ   | Фаусто Вера         | 26 березня 2000 (вік 21 рік)   | 16   | 3    | Архентінос Хуніорс |
| 7  | ПЗ   | Агустін Урсі        | 4 травня 2000 (вік 21 рік)     | 15   | 2    | Банфілд            |
| 8  | ПЗ   | Сантьяго Коломбатто | 17 січня 1997 (вік 24 роки)    | 13   | 0    | Леон               |
| 10 | ПЗ   | Алексіс Макаллістер | 24 грудня 1998 (вік 22 роки)   | 6    | 5    | Брайтон            |
| 11 | ПЗ   | Есек'єль Барко      | 29 березня 1999 (вік 22 роки)  | 4    | 1    | Атланта Юнайтед    |
| 16 | ПЗ   | Мартін Паєро        | 11 вересня 1998 (вік 22 роки)  | 2    | 0    | Мідлсбро           |
| 17 | ПЗ   | Томас Бельмонте     | 27 травня 1998 (вік 23 роки)   | 9    | 0    | Ланус              |
| 20 | ПЗ   | Тьяго Альмада       | 26 квітня 2001 (вік 20 років)  | 3    | 0    | Велес Сарсфілд     |
| 21 | ПЗ   | Карлос Валенсуела   | 22 квітня 1997 (вік 24 роки)   | 13   | 6    | Фамалікан          |
|    |      |                     |                                |      |      |                    |
| 9  | НП   | Адольфо Гайч        | 26 лютого 1999 (вік 22 роки)   | 16   | 9    | Беневенто          |
| 15 | НП   | Педро де ла Вега    | 7 лютого 2001 (вік 20 років)   | 2    | 1    | Ланус              |
| 18 | НП   | Есек'єль Понсе      | 24 березня 2000 (вік 21 рік)   | 6    | 3    | Спартак Москва     |

### Австралія
Склад збірної Австралії оголошено 29 червня 2021 року. 5 липня 2021 року у заявці Марко Тіліо змінив Рамі Наджаріна, а Джей Річ-Багуелу змінив Руона Тонгїка.
Головний тренер: Грем Арнольд
| №  | Поз. | Гравець            | Дата народження (вік)          | Ігри | Голи | Клуб                     |
| -- | ---- | ------------------ | ------------------------------ | ---- | ---- | ------------------------ |
| 1  | ВР   | Том Гловер         | 24 грудня 1997 (вік 23 роки)   | 10   | 0    | Мельбурн Сіті            |
| 18 | ВР   | Ешлі Мейнард-Брюер | 25 червня 1999 (вік 22 роки)   | 3    | 0    | Чарльтон Атлетік         |
| 22 | ВР   | Джордан Голмс      | 8 травня 1997 (вік 24 роки)    | 5    | 0    | Еббсфліт Юнайтед         |
|    |      |                    |                                |      |      |                          |
| 2  | ЗХ   | Натаніел Аткінсон  | 13 червня 1999 (вік 22 роки)   | 5    | 0    | Мельбурн Сіті            |
| 3  | ЗХ   | Кай Роулз          | 24 червня 1998 (вік 23 роки)   | 3    | 0    | Сентрал-Кост Марінерс    |
| 4  | ЗХ   | Джей Річ-Багуелу   | 22 жовтня 1999 (вік 21 рік)    | 5    | 0    | Крістал Пелес            |
| 5  | ЗХ   | Гаррі Суттар       | 24 жовтня 1998 (вік 22 роки)   | 4    | 0    | Сток Сіті                |
| 13 | ЗХ   | Ділан П'єріас      | 20 лютого 2000 (вік 21 рік)    | 1    | 0    | Вестерн Юнайтед          |
| 14 | ЗХ   | Томас Денг         | 20 березня 1997 (вік 24 роки)  | 12   | 1    | Урава Ред Даймондс       |
| 16 | ЗХ   | Джоел Кінг         | 30 жовтня 2000 (вік 20 років)  | 1    | 0    | Сідней                   |
|    |      |                    |                                |      |      |                          |
| 6  | ПЗ   | Кіану Баккус       | 7 червня 1998 (вік 23 роки)    | 15   | 0    | Вестерн Сідней Вондерерз |
| 8  | ПЗ   | Райлі Макгрі       | 2 листопада 1998 (вік 22 роки) | 11   | 3    | Бірмінгем Сіті           |
| 10 | ПЗ   | Деніс Женро        | 21 травня 1999 (вік 22 роки)   | 8    | 0    | Макартур                 |
| 15 | ПЗ   | Кейлеб Воттс       | 16 січня 2002 (вік 19 років)   | 5    | 0    | Саутгемптон              |
| 17 | ПЗ   | Коннор Меткаф      | 5 листопада 1999 (вік 21 рік)  | 6    | 0    | Мельбурн Сіті            |
| 21 | ПЗ   | Камерон Девлін     | 7 червня 1998 (вік 23 роки)    | 2    | 0    | Веллінгтон Фенікс        |
|    |      |                    |                                |      |      |                          |
| 7  | НП   | Рено Піскопо       | 27 травня 1998 (вік 23 роки)   | 13   | 2    | Веллінгтон Фенікс        |
| 9  | НП   | Ніколас Д'Агостіно | 25 лютого 1998 (вік 23 роки)   | 9    | 5    | Перт Глорі               |
| 11 | НП   | Даніель Арзані     | 4 січня 1999 (вік 22 роки)     | 6    | 3    | Орхус                    |
| 12 | НП   | Мітчелл Дюк*       | 18 січня 1991 (вік 30 років)   | 2    | 1    | Вестерн Сідней Вондерерз |
| 19 | НП   | Марко Тіліо        | 23 серпня 2001 (вік 19 років)  | 2    | 0    | Мельбурн Сіті            |
| 20 | НП   | Лахлан Вейлз       | 19 жовтня 1997 (вік 23 роки)   | 6    | 1    | Вестерн Юнайтед          |

* Вік гравця перевищує ліміт.

### Єгипет
Попередній склад збірної Єгипту з 22 гравців оголошено 2 липня 2021 року.
Головний тренер: Шовкі Гаріб
| №  | Поз. | Гравець              | Дата народження (вік)           | Ігри | Голи | Клуб               |
| -- | ---- | -------------------- | ------------------------------- | ---- | ---- | ------------------ |
| 1  | ВР   | Мохамед Ель-Шенаві*  | 18 грудня 1988 (вік 32 роки)    |      |      | Аль-Аглі           |
| 16 | ВР   | Махмуд Гад           | 11 жовтня 1998 (вік 22 роки)    |      |      | ЕНППІ              |
| 22 | ВР   | Мохамед Собхі        | 15 липня 1999 (вік 21 рік)      |      |      | Аль-Іттіхад        |
|    |      |                      |                                 |      |      |                    |
| 4  | ЗХ   | Осама Галаль         | 17 вересня 1997 (вік 23 роки)   |      |      | Пірамідс           |
| 5  | ЗХ   | Мохамед Абдель Салам | 1 жовтня 1997 (вік 23 роки)     |      |      | Замалек            |
| 6  | ЗХ   | Ахмед Хегазі*        | 25 січня 1991 (вік 30 років)    |      |      | Аль-Іттіхад        |
| 17 | ЗХ   | Ахмед Рамадан        | 3 травня 1997 (вік 24 роки)     |      |      | Аль-Аглі           |
| 18 | ЗХ   | Махмуд Хамді*        | 1 червня 1995 (вік 26 років)    |      |      | Замалек            |
|    |      |                      |                                 |      |      |                    |
| 2  | ПЗ   | Амар Хамді           | 7 березня 1999 (вік 22 роки)    |      |      | Аль-Іттіхад        |
| 3  | ПЗ   | Карім Фуад           | 1 жовтня 1999 (вік 20 років)    |      |      | ЕНППІ              |
| 8  | ПЗ   | Нассер Махер         | 8 лютого 1997 (вік 24 роки)     |      |      | Аль-Аглі           |
| 12 | ПЗ   | Акрам Тавфік         | 8 листопада 1997 (вік 23 роки)  |      |      | Аль-Аглі           |
| 13 | ПЗ   | Карім Ель-Еракі      | 29 листопада 1997 (вік 22 роки) |      |      | Аль-Масрі          |
| 15 | ПЗ   | Емам Ашур            | 20 лютого 1998 (вік 23 роки)    |      |      | Замалек            |
| 20 | ПЗ   | Ахмед Абу Ель-Фотух  | 22 березня 1998 (вік 22 роки)   |      |      | Замалек            |
|    |      |                      |                                 |      |      |                    |
| 7  | НП   | Салах Мохсен         | 1 вересня 1998 (вік 22 роки)    |      |      | Аль-Аглі           |
| 9  | НП   | Тахер Мохамед        | 7 березня 1997 (вік 24 роки)    |      |      | Аль-Аглі           |
| 10 | НП   | Рамадан Собхі        | 23 січня 1997 (вік 24 роки)     |      |      | Пірамідс           |
| 11 | НП   | Ібрахім Адель        | 24 квітня 2001 (вік 20 років)   |      |      | Пірамідс           |
| 14 | НП   | Ахмед Яссер          | 24 січня 1998 (вік 23 роки)     |      |      | Сераміка Клеопатра |
| 19 | НП   | Абдель Рахман Магді  | 12 вересня 1997 (вік 23 роки)   |      |      | Ісмайлі            |
| 21 | НП   | Нассер Мансі         | 16 листопада 1997 (вік 23 роки) |      |      | Ель-Ґеїш           |

* Вік гравця перевищує ліміт.

### Іспанія
Попередній склад збірної Іспанії з 60 гравців оголошено 5 червня 2021 року. Попередній склад з 22 гравців було оголошено 29 червня 2021 року, згодом травмованого Алекса Домінгеса у заявці змінив Іван Вільяр.
Головний тренер: Луїс де ла Фуенте
| №  | Поз. | Гравець           | Дата народження (вік)       | Ігри | Голи | Клуб                    |
| -- | ---- | ----------------- | --------------------------- | ---- | ---- | ----------------------- |
| 1  | ВР   | Унаї Сімон        | 11 червня 1997 (27 років)   | 1    | 0    | Атлетік                 |
| 13 | ВР   | Альваро Фернандес | 13 квітня 1998 (26 років)   | 1    | 0    | Уеска                   |
| 22 | ВР   | Іван Вільяр       | 9 липня 1997 (27 років)     | 0    | 0    | Сельта Віго             |
|    |      |                   |                             |      |      |                         |
| 2  | ЗХ   | Оскар Мінгеса     | 13 травня 1999 (25 років)   | 1    | 0    | Барселона               |
| 3  | ЗХ   | Марк Кукурелья    | 22 липня 1998 (26 років)    | 1    | 0    | Хетафе                  |
| 4  | ЗХ   | Пау Торрес        | 16 січня 1997 (28 років)    | 1    | 0    | Вільярреал              |
| 5  | ЗХ   | Хесус Вальєхо     | 5 червня 1997 (27 років)    | 0    | 0    | Реал Мадрид             |
| 12 | ЗХ   | Ерік Гарсія       | 9 січня 2001 (24 роки)      | 1    | 0    | Барселона               |
| 18 | ЗХ   | Оскар Хіль        | 26 квітня 1998 (26 років)   | 1    | 0    | Еспаньйол               |
| 20 | ЗХ   | Хуан Міранда      | 19 січня 2000 (25 років)    | 1    | 0    | Реал Бетіс              |
|    |      |                   |                             |      |      |                         |
| 6  | ПЗ   | Мартін Субіменді  | 2 лютого 1999 (26 років)    | 1    | 0    | Реал Сосьєдад           |
| 8  | ПЗ   | Мікель Меріно*    | 22 червня 1996 (28 років)   | 1    | 0    | Реал Сосьєдад           |
| 10 | ПЗ   | Дані Себальйос*   | 7 серпня 1996 (28 років)    | 1    | 0    | Реал Мадрид             |
| 14 | ПЗ   | Карлос Солер      | 2 січня 1997 (28 років)     | 1    | 1    | Валенсія                |
| 15 | ПЗ   | Хон Монкайола     | 13 травня 1998 (26 років)   | 1    | 0    | Осасуна                 |
| 16 | ПЗ   | Педрі             | 25 листопада 2002 (22 роки) | 1    | 0    | Барселона               |
| 17 | ПЗ   | Хаві Пуадо        | 25 травня 1998 (26 років)   | 1    | 0    | Еспаньйол               |
| 21 | ПЗ   | Браян Хіль        | 11 лютого 2001 (24 роки)    | 1    | 0    | Севілья                 |
|    |      |                   |                             |      |      |                         |
| 7  | НП   | Марко Асенсіо*    | 21 січня 1996 (29 років)    | 1    | 0    | Реал Мадрид             |
| 9  | НП   | Рафа Мір          | 18 червня 1997 (27 років)   | 1    | 0    | Вулвергемптон Вондерерз |
| 11 | НП   | Мікель Оярсабаль  | 21 квітня 1997 (27 років)   | 1    | 0    | Реал Сосьєдад           |
| 19 | НП   | Дані Ольмо        | 7 травня 1998 (26 років)    | 1    | 0    | РБ Лейпциг              |

* Вік гравця перевищує ліміт.

## Група D

### Бразилія
Попередній склад збірної Бразилії з 50 гравців оголошено 15 червня 2021 року. Склад із 18 гравців оголошено 17 червня. Однак, після того, як кілька клубів відмовились відпускати своїх гравців, 2 липня 2021 року оголошено новий склад. До них було додано 4 гравці резерву і таким чином сформовано остаточний склад із 22 футболістів. Пізніше травмовані Габріел і Дуглас Аугусто були замінені у заявці відповідно на Рікардо Грасу та Малкома.
Головний тренер: Андре Жарден
| №  | Поз. | Гравець            | Дата народження (вік)           | Ігри | Голи | Клуб                |
| -- | ---- | ------------------ | ------------------------------- | ---- | ---- | ------------------- |
| 1  | ВР   | Сантус*            | 17 березня 1990 (вік 31 рік)    | 1    | 0    | Атлетіку Паранаенсі |
| 12 | ВР   | Бренно             | 1 квітня 1999 (вік 22 роки)     | 1    | 0    | Греміо              |
| 22 | ВР   | Лукан              | 26 лютого 2001 (вік 20 років)   | 1    | 0    | Васко да Гама       |
|    |      |                    |                                 |      |      |                     |
| 3  | ЗХ   | Дієго Карлос*      | 15 березня 1993 (вік 28 років)  | 1    | 1    | Севілья             |
| 4  | ЗХ   | Рікардо Граса      | 16 лютого 1997 (вік 24 роки)    | 3    | 0    | Васко да Гама       |
| 6  | ЗХ   | Гільєрме Арана     | 14 квітня 1997 (вік 24 роки)    | 5    | 1    | Атлетіку Мінейру    |
| 13 | ЗХ   | Данієл Алвес*      | 6 травня 1983 (вік 38 років)    | 1    | 0    | Сан-Паулу           |
| 14 | ЗХ   | Бруно Фукс         | 1 квітня 1999 (вік 22 роки)     | 8    | 0    | ЦСКА Москва         |
| 15 | ЗХ   | Ніну               | 10 квітня 1997 (вік 24 роки)    | 8    | 0    | Флуміненсе          |
| 16 | ЗХ   | Абнер Вінісіус     | 27 травня 2000 (вік 21 рік)     | 2    | 0    | Атлетіку Паранаенсі |
|    |      |                    |                                 |      |      |                     |
| 2  | ПЗ   | Габріел Меніно     | 29 вересня 2000 (вік 20 років)  | 3    | 0    | Палмейрас           |
| 5  | ПЗ   | Дуглас Луїс        | 9 травня 1997 (вік 24 роки)     | 8    | 2    | Астон Вілла         |
| 8  | ПЗ   | Бруно Гімараес     | 16 листопада 1997 (вік 23 роки) | 12   | 0    | Ліон                |
| 18 | ПЗ   | Матеус Енріке      | 19 грудня 1997 (вік 23 роки)    | 17   | 1    | Греміо              |
| 19 | ПЗ   | Рейньєр            | 19 січня 2002 (вік 19 років)    | 10   | 2    | Боруссія            |
| 20 | ПЗ   | Клаудінью          | 28 січня 1997 (вік 24 роки)     | 3    | 0    | Ред Булл Брагантіно |
|    |      |                    |                                 |      |      |                     |
| 7  | НП   | Паулінью           | 15 липня 2000 (вік 21 рік)      | 19   | 6    | Баєр Леверкузен     |
| 9  | НП   | Матеус Кунья       | 27 травня 1999 (вік 22 роки)    | 19   | 18   | Герта               |
| 10 | НП   | Рішарлісон         | 10 травня 1997 (вік 24 роки)    | 1    | 3    | Евертон             |
| 11 | НП   | Антоні             | 24 лютого 2000 (вік 21 рік)     | 17   | 6    | Аякс                |
| 17 | НП   | Малком             | 26 лютого 1997 (вік 24 роки)    | 4    | 0    | Зеніт               |
| 21 | НП   | Габріел Мартінеллі | 18 червня 2001 (вік 20 років)   | 5    | 1    | Арсенал             |

* Вік гравця перевищує ліміт.

### Німеччина
Склад збірної Німеччини було оголошено 4 липня 2021 року.
Головний тренер: Штефан Кунц
| №  | Поз. | Гравець                        | Дата народження (вік)           | Ігри | Голи | Клуб                          |
| -- | ---- | ------------------------------ | ------------------------------- | ---- | ---- | ----------------------------- |
| 1  | ВР   | Флоріан Мюллер                 | 13 листопада 1997 (вік 23 роки) | 0    | 0    | Штутгарт                      |
| 2  | ЗХ   | Беньямін Генрікс               | 23 лютого 1997 (вік 24 роки)    | 5    | 0    | РБ Лейпциг                    |
| 3  | ЗХ   | Давід Раум                     | 22 квітня 1998 (вік 23 роки)    | 0    | 0    | Гройтер Фюрт                  |
| 4  | ЗХ   | Фелікс Удуохай                 | 9 вересня 1997 (вік 23 роки)    | 0    | 0    | Аугсбург                      |
| 5  | ЗХ   | Амос Піпер                     | 17 січня 1998 (вік 23 роки)     | 0    | 0    | Армінія (Білефельд)           |
| 6  | ПЗ   | Рагнер Ахе                     | 28 липня 1998 (вік 22 роки)     | 0    | 0    | Айнтрахт (Франкфурт-на-Майні) |
| 7  | НП   | Марко Ріхтер                   | 24 листопада 1997 (вік 23 роки) | 0    | 0    | Аугсбург                      |
| 8  | ПЗ   | Максиміліан Арнольд* (капітан) | 27 травня 1994 (вік 27 років)   | 1    | 0    | Вольфсбург                    |
| 9  | НП   | Седрік Тойхерт                 | 14 січня 1997 (вік 24 роки)     | 0    | 0    | Уніон (Берлін)                |
| 10 | НП   | Макс Крузе*                    | 19 березня 1988 (вік 33 роки)   | 14   | 4    | Уніон (Берлін)                |
| 11 | ПЗ   | Надім Амірі*                   | 27 жовтня 1996 (вік 24 роки)    | 5    | 0    | Баєр 04                       |
| 12 | ВР   | Швенд Бродерсен                | 22 березня 1997 (вік 24 роки)   | 0    | 0    | Йокогама                      |
| 13 | ПЗ   | Арне Маєр                      | 8 січня 1999 (вік 22 роки)      | 0    | 0    | Армінія (Білефельд)           |
| 14 | ПЗ   | Ісмаїл Якобс                   | 17 серпня 1999 (вік 21 рік)     | 0    | 0    | Кельн                         |
| 15 | ЗХ   | Джордан Торунаріга             | 7 серпня 1997 (вік 23 роки)     | 0    | 0    | Герта (Берлін)                |
| 16 | ЗХ   | Кевін Шлоттербек               | 28 квітня 1997 (вік 24 роки)    | 0    | 0    | Фрайбург                      |
| 17 | ПЗ   | Антон Штах                     | 15 листопада 1998 (вік 22 роки) | 0    | 0    | Гройтер Фюрт                  |
| 18 | ПЗ   | Едуард Левен                   | 28 січня 1997 (вік 24 роки)     | 0    | 0    | Аугсбург                      |
| 22 | ВР   | Лука Плогманн                  | 10 березня 2000 (вік 21 рік)    | 0    | 0    | Вердер                        |

*Вік гравця перевищує ліміт.

### Кот-д'Івуар
Склад збірної Кот-д'Івуару було оголошено 3 липня 2021 року.
Головний тренер: Суаліхо Хаїдара
| №  | Поз. | Гравець                 | Дата народження (вік)           | Ігри | Голи | Клуб                |
| -- | ---- | ----------------------- | ------------------------------- | ---- | ---- | ------------------- |
| 1  | ВР   | Максім Наголі           | 20 грудня 2000 (вік 20 років)   |      |      | Соль                |
| 2  | ЗХ   | Сілас Гнака             | 18 грудня 1998 (вік 22 роки)    |      |      | Ейпен               |
| 3  | ЗХ   | Ерік Бертран Байї*      | 12 квітня 1994 (вік 27 років)   |      |      | Манчестер Юнайтед   |
| 4  | ЗХ   | Куадіо-Ів Дабіла        | 1 січня 1997 (вік 24 роки)      |      |      | Мускрон             |
| 5  | ЗХ   | Ісмаель Діалло          | 29 січня 1997 (вік 24 роки)     |      |      | Аяччо               |
| 6  | ЗХ   | Вільфрід Сінго          | 25 грудня 2000 (вік 20 років)   |      |      | Торіно              |
| 7  | ПЗ   | Ідрісса Думбія          | 14 квітня 1998 (вік 23 роки)    |      |      | Уеска               |
| 8  | ПЗ   | Франк Кесс'є*           | 19 грудня 1996 (вік 24 роки)    |      |      | Мілан               |
| 9  | НП   | Юссуф Дао               | 5 березня 1998 (вік 23 роки)    |      |      | Спарта (Прага)      |
| 10 | НП   | Амад Діалло             | 11 липня 2002 (вік 19 років)    |      |      | Манчестер Юнайтед   |
| 11 | НП   | Крістіан Куаме          | 6 грудня 1997 (вік 23 роки)     |      |      | Фіорентіна          |
| 12 | ПЗ   | Ебуе Куассі             | 13 грудня 1997 (вік 23 роки)    |      |      | Генк                |
| 13 | НП   | Кадер Кейта             | 6 листопада 2000 (вік 20 років) |      |      | Вестерло            |
| 14 | НП   | Парфе Гіагон            | 22 лютого 2001 (вік 20 років)   |      |      | Бейтар (Тель-Авів)  |
| 15 | НП   | Макс Градель* (капітан) | 30 листопада 1987 (вік 33 роки) |      |      | Сівасспор           |
| 16 | ВР   | Іра Елізер Тапе         | 31 серпня 1997 (вік 23 роки)    |      |      | Сан-Педро           |
| 17 | ЗХ   | Зі Уаттара              | 9 січня 2000 (вік 21 рік)       |      |      | Віторія (Гімарайнш) |
| 18 | ПЗ   | Шейк Тіміте             | 20 листопада 1997 (вік 23 роки) |      |      | Ам'єн               |
| 19 | ЗХ   | Коффі Куао              | 20 травня 1998 (вік 23 роки)    |      |      | Візела              |
| 20 | НП   | Абубакар Думбія         | 12 листопада 1999 (вік 21 рік)  |      |      | Маккабі (Нетанья)   |
| 22 | ВР   | Ніколя Ті               | 13 лютого 2001 (вік 20 років)   |      |      | Віторія (Гімарайнш) |

* Вік гравця перевищує ліміт.

### Саудівська Аравія
Попередній склад збірної Саудівської Аравії з 24 гравців оголошено 16 червня 2021 року. Остаточну заявку було оголошено 6 липня 2021 року, а 21 липня травмованого Туркі Аль-Аммара змінив Фірас Аль-Бурайкан.
Головний тренер: Саад Аль-Шехрі
| №  | Поз. | Гравець                      | Дата народження (вік)           | Ігри | Голи | Клуб        |
| -- | ---- | ---------------------------- | ------------------------------- | ---- | ---- | ----------- |
| 1  | ВР   | Амін Бухарі                  | 2 травня 1997 (вік 24 роки)     |      |      | Аль-Айн     |
| 12 | ВР   | Мохаммед Аль Рубає           | 14 серпня 1997 (вік 23 роки)    |      |      | Аль-Аглі    |
| 22 | ВР   | Заїд Аль-Баварді             | 26 січня 1997 (вік 24 роки)     |      |      | Аш-Шабаб    |
|    |      |                              |                                 |      |      |             |
| 2  | ЗХ   | Сауд Абдулхамід              | 18 липня 1999 (вік 22 роки)     |      |      | Аль-Іттіхад |
| 3  | ЗХ   | Хамад Аль-Ямі                | 17 травня 1999 (вік 22 роки)    |      |      | Аль-Кадісія |
| 4  | ЗХ   | Абдульбасіт Хінді            | 2 лютого 1997 (вік 24 роки)     |      |      | Аль-Аглі    |
| 5  | ЗХ   | Абдулела Аль-Амрі            | 15 січня 1997 (вік 24 роки)     |      |      | Ан-Наср     |
| 13 | ЗХ   | Яссер аш-Шаграні*            | 25 травня 1992 (вік 29 років)   |      |      | Аль-Гіляль  |
| 16 | ЗХ   | Халіфа аль-Давсарі           | 2 січня 1999 (вік 22 роки)      |      |      | Аль-Кадісія |
| 21 | ЗХ   | Абдулла Хассун               | 19 березня 1997 (вік 24 роки)   |      |      | Аль-Аглі    |
|    |      |                              |                                 |      |      |             |
| 6  | ПЗ   | Самі Аль-Наджей              | 7 лютого 1997 (вік 24 роки)     |      |      | Ан-Наср     |
| 7  | ПЗ   | Салман аль-Фарадж* (капітан) | 1 серпня 1989 (вік 31 рік)      |      |      | Аль-Гіляль  |
| 8  | ПЗ   | Нассер Аль-Омран             | 13 липня 1997 (вік 24 роки)     |      |      | Аш-Шабаб    |
| 10 | ПЗ   | Салем аль-Давсарі*           | 19 серпня 1991 (вік 29 років)   |      |      | Аль-Гіляль  |
| 11 | ПЗ   | Халід Аль-Ганнам             | 7 листопада 2000 (вік 20 років) |      |      | Ан-Наср     |
| 14 | ПЗ   | Алі Аль-Хассан               | 4 березня 1997 (вік 24 роки)    |      |      | Ан-Наср     |
| 15 | ПЗ   | Айман Ях'я                   | 14 травня 2001 (вік 20 років)   |      |      | Ан-Наср     |
| 17 | ПЗ   | Айман Аль-Хулаїф             | 22 травня 1997 (вік 24 роки)    |      |      | Аль-Вахда   |
| 18 | ПЗ   | Абдулрахман Гаріб            | 31 березня 1997 (вік 24 роки)   |      |      | Аль-Аглі    |
| 20 | ПЗ   | Мухтар Алі                   | 30 жовтня 1997 (вік 23 роки)    |      |      | Ан-Наср     |
|    |      |                              |                                 |      |      |             |
| 9  | НП   | Абдулла Аль-Хамдан           | 12 вересня 1999 (вік 21 рік)    |      |      | Аш-Шабаб    |
| 19 | НП   | Фірас Аль-Бурайкан           | 14 травня 2000 (вік 21 рік)     |      |      | Ан-Наср     |

* Вік гравця перевищує ліміт.